# 小行星2698
小行星2698（2698 Azerbajdzhan）是一颗绕太阳运转的小行星，为主小行星带小行星。该小行星于1971年10月11日发现。
該小行星以中亞國家亞塞拜然命名。

## 轨道参数
小行星2698的轨道半长轴为2.6623259 UA，离心率为0.055。